# Jakob Michelsen (Fußballtrainer)
Jakob Saldern Stein Michelsen (* 30. September 1980 in Tønder) ist ein dänischer Fußballtrainer. 

## Karriere
Michelsen wuchs in Tønder unweit der deutschen Grenze auf und war bis 2012 Trainer von Hobro IK. Des Weiteren war er Trainer der tansanischen U19. Vor seiner Zeit in Hobro war er Jugendtrainer bei TM Tønder, bei Kolding FC und bei IK Skovbakken, wo er auch die Frauenmannschaft und später die erste Mannschaft der Herren betreute.
Ab dem 14. März 2014 trainierte Michelsen Skive IK in der dritten dänischen Liga und führte den Klub zum Aufstieg in die zweite Liga. In der Saison 2014/15 belegte er mit Skive IK den achten Tabellenplatz. Zur Saison 2015/16 wechselte er für eine Ablösesumme von 100.000 Kronen zum Erstligisten SønderjyskE Fodbold. In der Saison 2014/15 hatte der Verein zwei Heimspiele gewonnen und entging nur knapp dem Abstieg. Michelsen belegte in der Saison 2015/16 den zweiten Tabellenplatz und qualifizierte sich für die Teilnahme an der 2. Qualifikationsrunde zur UEFA Europa League. In der Saison 2016/17 setzte sich Michelsen mit SønderjyskE in der Qualifikation zur Europa League gegen Strømsgodset IF und Zagłębie Lubin durch und schied in den Play-offs durch ein spätes Tor gegen Sparta Prag aus (0:0/2:3).
Nach der Demission von Cheftrainer Nanne Bergstrand nach Ende der Allsvenskan-Spielzeit 2016 beim schwedischen Erstligisten Hammarby IF wurde Michelsen ab Januar 2017 dessen neuer Trainer mit einem Dreijahresvertrag. Bis zur Übernahme des neuen Trainerpostens führte er noch SønderjyskE in die Winterpause der dänischen Meisterschaft. Mit Hammarby IF belegte Michelsen in seiner ersten Saison als Cheftrainer den neunten Tabellenplatz, die beste Platzierung seit 2008. Am 4. Januar 2018 wurde die Zusammenarbeit beendet.
Im Sommer 2018 übernahm Michelsen das Traineramt bei Odense BK und unterschrieb hierbei einen Dreijahresvertrag. In seiner ersten Saison auf Fünen führte er den Verein auf Platz 3 in der regulären Saison und somit in die Meisterrunde, in der Odense BK als Fünfter die Qualifikation für das internationale Geschäft verpasste. In der Spielzeit 2019/20 war der Klub nach dem Ende der regulären Saison auf Platz 9 und musste somit in die Abstiegsrunde, allerdings konnte Odense BK in der Gruppe 1 sich den ersten Platz ergattern und somit sich für die ligainternen Play-offs um die Teilnahme an der UEFA Europa League qualifizieren. Der Verein aus Odense setzte sich dort gegen Randers FC und gegen den AC Horsens durch, unterlag in der entscheidenden Runde allerdings Aarhus GF. Am 15. März 2021 trat Michelsen mit sofortiger Wirkung zurück.
Am 9. Januar 2022 wurde er neuer Cheftrainer des norwegischen Erstligaaufsteigers Ham-Kam.
Im August 2025 wird er Cheftrainer der Dänischen Fußballnationalmannschaft der Frauen.

## Sonstiges
Jakob Michelsen gilt in Dänemark als Trainertalent und wird in Anlehnung an José Mourinho als „Mini-Mourinho“ tituliert. Dies begründet sich auf die Tatsache, dass sowohl Mourinho als auch Michelsen niemals im höherklassigen Fußball gespielt haben. Michelsen spielt meist mit einer kontrollierten Offensive und einer 4-1-4-1-Formation. Während des Spiels ist er allerdings flexibel und kann individuell unterlegene Mannschaften oft mit einfachen Mitteln zum Erfolg führen. Michelsen kann ein Spiel lesen und stellt seine Mannschaften rational auf die Stärken und Schwächen der Gegner ein. So hatte SønderjyskE Fodbold in der Saison 2015/16 oft viele favorisierte Mannschaften geschlagen und oft Rückstände aufgeholt.